# Josefa da Assunção
Josefa da Assunção André Miguel é uma professora e política angolana. Filiada ao Movimento Popular de Libertação de Angola (MPLA), é deputada de Angola pela província do Namibe desde 28 de setembro de 2017.
Embora não tenha concluído o ensino superior, Assunção estudou até o quinto ano do curso Superior Magistério Primário. Trabalhou como professora, exercendo a função de escriturária dactilográfica e tesoureira de 1979 a 1987.